# كغاركي (غرمسار كرمان)
کغارکي (بالفارسية: کغارکی) هي قرية تقع في إيران في قسم مردهك الریفي. يقدر عدد سكانها بـ 529 نسمة بحسب إحصاء 2016.